# Sakiet Eddaïer (délégation)
Sakiet Eddaïer est une délégation tunisienne dépendant du gouvernorat de Sfax.
Créée le 6 mai 1974, elle se divise en huit imadas : Bderna, Cité Bourguiba, El Khairia, Merkez Kaâniche, Merkez Sebii, Sakiet Eddaïer, Seltania et Sidi Mansour.
En 2004, elle compte 98 988 habitants dont 50 820 hommes et 48 168 femmes répartis dans 23 633 ménages et 27 219 logements.